# Hyles zygophylli
Hyles zygophylli is een vlinder uit de familie van de pijlstaarten (Sphingidae). De wetenschappelijke naam van de soort werd in 1808 gepubliceerd door Ferdinand Ochsenheimer.